# Daniel Halbach von der Phorten
Daniel Halbach von der Phorten (auch: von der Pforte, von der Porten; * 11. Dezember 1581 in Laptau/Preußen; † 3. Januar 1635 in Königsberg (Preußen)) war ein deutscher Mediziner.

## Leben
Daniel stammt aus einem Adelsgeschlecht. Sein Großvater Dietrich Halbach war in Düsseldorf ansässig geworden und hatte vom Kaiser den Adelstitel erhalten. Aus dessen Ehe mit Maria von Bergden stammte sein Vater Godschalk Halbach von der Phorten. Sein Vater hatte sich 1576 mit Katharina, der Tochter des Diakons in Friedland Erasmus Landenberg verheiratet. Aus dieser Ehe sind mehrere Kinder entsprossen, wovon eine Großzahl wieder in jungen Jahren starb. Bereits mit fünfzehn Jahren hatte man ihn am 4. August 1596 an der Universität Königsberg immatrikuliert.
Er scheint hier die erste Ausbildung am Pädagogium genossen zu haben und nahm dann an der Universität Königsberg ein Studium der philosophischen Wissenschaften in Angriff. Dieses Studium setzte er am 29. Oktober 1602 an der Universität Wittenberg und 1606 an der Universität Marburg fort. Zurückgekehrt nach Königsberg, wurde er 1608 Lehrer am Königsberger Pädagogium und erwarb an der angeschlossenen Universität am 8. April 1609 den Magistergrad der philosophischen Wissenschaften. Nebenbei hatte er auch medizinische Studien betrieben und  8. April 1612 an der Universität Basel immatrikuliert. Dieses Studium schloss er am 11. Dezember 1613 mit der Dissertation De iudiciis in genere ab, woraufhin er am 6. Januar 1614 an der dortigen Hochschule zum Doktor der Medizin promoviert wurde.
Wieder in Königsberg angelangt, übertrug man ihm 1615 die ordentliche Professur für praktische Philosophie. 1616 wurde er außerordentlicher Professor der Medizin und ordentlicher Professor der Physik. Nachdem man ihn am 18. Mai 1618 zum kurfürstlichen Leibarzt ernannt hatte, legte er 1619 seine philosophische Professur nieder und wurde als erste Person in der Geschichte der Königsberger Hochschule zum dritten ordentlichen Professor der Medizin ernannt. 1622 stieg er in die zweite ordentliche Professur auf und beteiligte sich in dieser Funktion im Sommersemester 1623 sowie in den Wintersemestern 1627/28 und 1631/32 als Rektor der Alma Mater auch an den organisatorischen Aufgaben der Hochschule.

## Familie
Daniel Halbach von der Phorten hatte sich am 22. August 1616 mit Anna (* 14. Februar 1600; † November 1652), der Tochter des Burggrafen in Grünhoff, Rupert Trojenss, verheiratet. Der Ehe entstammen mehrere Kinder. Von diesen kennt man:
- Anna (* 17. September 1618; † 20. November 1637) verh. 19. Juni 1634 mit dem Archidiakon der Altstadt Mag. Christoph Schultz (* 21. Oktober 1602; † 7. Juli 1679)
- Katharina (* 6. August 1624; † 31. Januar 1651) verh. Am 6. November 1643 mit dem Professor an der Universität Königsberg Mag. Sigismund Pichler (* 17. Oktober 1603; † 17. März 1668)
- Daniel (* 6. Oktober 1626; † 8. Mai 1660) wurde Hofsekretär in Königsberg
- Regina (* 2. April 1629; † 26. Januar 1632)
- Sohn NN. Lebte 1652
- Sohn NN. 1635 tod
- Tochter NN. Lebte 1635, 1652 tod
- Gottfried (* 1632; † 7. Juli 1669) wurde geheimer Jagdrat

## Werke
- Disp. De elementis
- Disp. De anatomiae usu & necessitate in medicina
- Disp. De Constitutione medicinae
- Disp. De Cognoscendis & curandis animi morbis
- Disp. De Mediis ad summum bonum ducentibus